# Kevin Staut
Kevin Staut, né le 15 novembre 1980 au Chesnay, est un cavalier de saut d'obstacles français.
La plus grande victoire de sa carrière est le titre de champion olympique par équipes remporté en 2016 à Rio de Janeiro en selle sur Rêveur de Hurtebise*HDC, avec Philippe Rozier, Roger-Yves Bost et Pénélope Leprevost. 
Il est resté numéro 1 mondial de juillet 2010 à avril 2011. Il est installé au sein de ses propres écuries à Pennedepie, en Normandie.

## Biographie

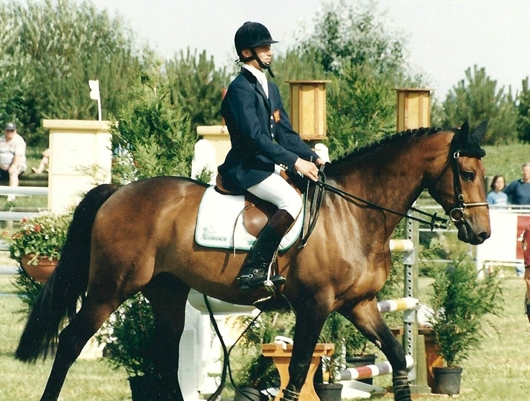
Kevin Staut et Vicomte d'Aloys lors de leur victoire aux Championnats de France Junior au Touquet, en 1995.

Son grand-père lui achète alors son premier poney Sauvageon à l'âge de dix ans. Il participe alors à quelques concours de saut d'obstacles. Sa famille l'aide ensuite à intégrer l'écurie des Delaveau. En 1995, au Touquet, il remporte le championnat de France Critérium Junior avec Vicomte d’Aloys. Kevin Staut achève ses études avec un BTS de gestion-comptabilité. En 1998, il s'installe chez Michel Hécart et devient la même année vice-champion de France de 2e catégorie avec Bridji. En 2000, il est sacré champion d'Europe par équipe en jeunes cavaliers, à Hartpury (Angleterre) avec Crocodile Man. Le jeune homme poursuit ensuite sa carrière pendant un an et demi chez Hubert Bourdy.
En 2002, il quitte la région Rhône-Alpes et retourne en Normandie. Il y crée alors sa propre société qu'il nomme Écurie Kevin Staut à laquelle est associé Pierre Baldeck, marchand de chevaux réputé. C’est à cette époque que Kevin fait la connaissance de Kraque Boom et que son grand-père André Marrot en fait l’acquisition. Quatre ans plus tard, il s'installe en Suisse chez Rüdi Stussi. Il suit un entraînement avec Thierry Pomel, vice-champion du monde en 1998. Sous la direction de Gilles Bertran de Balanda, Kevin Staut intègre l’équipe de France de saut d'obstacle[De quoi ?]. Il est ensuite retenu au sein de cette équipe à l’occasion du Championnat d'Europe de saut d'obstacles de Mannheim avec Kraque Boom, qui se solda par une contre-performance.
Fin 2007, Xavier Marie, chef d'entreprise et propriétaire du Haras de Hus, investit pour Kevin Staut en achetant plusieurs chevaux de haut niveau (Pinball 4 et Gastronom Z, For Hero, Brazil M[source insuffisante], Le Prestige St-Lois…). Au printemps 2008, leur collaboration prend une nouvelle tournure quand Kevin Staut s'installe au Haras de Hus, implanté sur la commune de Petit-Mars.

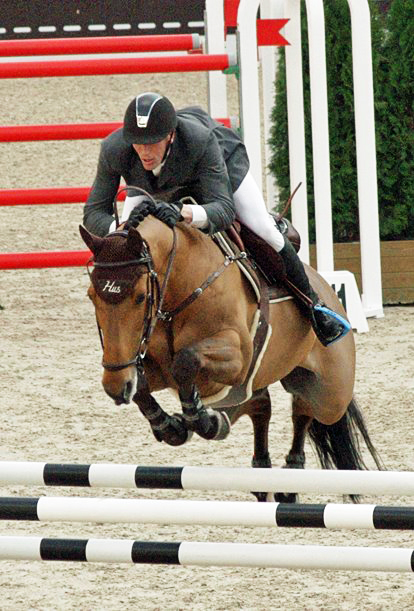
Kevin Staut et Le Prestige St-Lois*de Hus lors de l'édition 2012 du Saut Hermès à Paris.

En 2009, il participe à sept des huit étapes de la FEI Nations Cup qui mène au succès final des Français.
Le 30 août 2009, il remporte le titre de champion d'Europe avec Kraque Boom lors des championnats d'Europe à Windsor. Il s'installe ensuite dans les écuries d’Écaussinnes, en Belgique.
En 2009, il participe à sa première finale du Top Ten Rolex IJRC à Paris avec Silvana de Hus où il obtient la 4e place. Il se qualifie aussi pour sa première finale de coupe du monde à Genève en avril 2010, où il s'octroie la 7e place. L’équipe de France remporte la Meydan Nations Cup FEI pour la deuxième année consécutive. En juillet 2010, il devient le cavalier n°1 mondial de la FEI Rolex Ranking List, et il le reste pendant dix mois. Il participe aux Jeux équestres mondiaux à Lexington, associé à Silvana de Hus, et l’équipe de France devient vice-championne du monde.
À Genève, en décembre 2010, il remporte sa première étape de coupe du monde avec Silvana de Hus et se classe à la première place du classement provisoire. Il se qualifie pour la finale à Leipzig en avril 2011 où il obtient la 6e place avec Silvana de Hus.
En mai 2011, Kevin Staut cède sa place de n°1 mondial. L’équipe de France finit 5e de la FEI Nations Cup. Aux championnats d’Europe, les bons résultats de l’équipe de France lui assure la 2e place.
Le 22 décembre 2011, Silvana, très convoitée à l’étranger, est rachetée au Haras de Hus par le Haras des Coudrettes (déjà propriétaire de nombreux chevaux de Patrice Delaveau), ce qui lui permet d’évoluer sous la selle de Kevin Staut. À Bordeaux en février 2012, Kevin Staut remporte sa 2e étape de coupe du monde avec Silvana*HDC. Il finit une nouvelle fois en tête du classement de la coupe du monde et termine 5e de la finale de Bois-le-Duc avec Silvana*HDC.
Le début de la saison extérieure marque la fin du partenariat entre Kevin et le Haras de Hus. En effet, Zeta de Hus a quitté ses écuries en mars 2012 au profit de Michel Robert. Les autres chevaux lui ont été retirés début mai. Il peut cependant compter sur l'aide précieuse du Haras des Coudrettes qui lui a acheté Rêveur de Hurtebise*HDC, Cheyenne 111 Z*HDC et Estoy Aqui de Muze*HDC afin d'épauler leur jument Silvana*HDC en cette année olympique. Il monte certains chevaux des Écuries d'Écaussinnes, comme Uchin van de Centaur et Zoncordes, et évolue aussi avec les chevaux d'autres propriétaires.
Après les Jeux olympiques 2012 qui se sont assez mal déroulés[évasif], Kevin Staut termine la saison extérieure et continue la formation des jeunes chevaux. Côté saison intérieure, Kevin Staut se classe dans sept grands prix 5* successifs et remporte son quatrième grand prix 5* à Stuttgart, avec Silvana*HDC. Il est le seul cavalier international à avoir remporté trois grand prix 5* en 2012[réf. nécessaire]. Fin novembre 2012, il quitte les écuries d'Ecaussinnes pour s'installer en Normandie, au sein de la structure Jump Five, fondée par le Haras des Coudrettes. En août 2013, Kevin Staut participe à ses quatrièmes championnats d'Europe à Herning avec Silvana*HDC, où l'équipe de France obtient la quatrième place. En octobre, il quitte le top 10 mondial (pour être douzième) dans lequel il était installé depuis octobre 2009.
Juste après les Championnats d'Europe, le couple Kevin/Silvana prend la troisième place du CSI 5* de Lausanne en septembre. Novembre 2013 est le mois qui l'a soulagé de ses maux de dos, le tricolore ayant trouvé une très bonne ostéopathe par le biais de la canadienne Tiffany Foster. Les succès reviennent et il remporte le Grand Prix 5* des Gucci Paris Masters en décembre avec Silvana*HDC. Il réintègre le top 10 mondial en janvier. Vainqueur du Grand Prix 5* de Bois-le-Duc en mars avec Silvana*HDC, gagnant de la Coupe des Nations de La Baule et de Rotterdam avec Rêveur de Hurtebise*HDC, les classements s’enchaînent et effacent la petite contre-performance de la Finale Coupe du Monde de Lyon en avril 2014 (disputée avec Silvana*HDC). Le couple qu'il forme avec cette dernière remporte royalement le premier Grand Prix 5* du Paris Eiffel Jumping en juillet. En août, Kevin Staut et Rêveur de Hurtebise*HDC sont sélectionnés pour participer aux Championnats du Monde à Caen, et aident activement à l'obtention de la médaille d'argent tricolore.
La saison hivernale 2014/2015 se passe très bien puisque Kevin Staut est le seul cavalier à marquer des points dans toutes les étapes Coupe du Monde sans exception. De retour après sept mois de convalescence pour blessure, Silvana*HDC revient de manière incroyable et effectue des classements à Bordeaux et Göteborg.

Début d'année 2019, le partenariat entre le Haras des Coudrettes et Kevin Staut prend fin. Ce dernier décide de s'installer quelques mois au Haras de la Chesnaye (Normandie) avant de s'installer définitivement dans les écuries familiales situées à Pennedepie. 

### Dernières saisons

#### 2008 - 2009
En 2008, Kevin Staut progresse au plus haut niveau mondial, grâce à l'important piquet de chevaux que lui assure le Haras de Hus (Le Prestige*St-Lois*de Hus, Gastronom Z*de Hus, Ali 0267, Pin Ball 4…). Il participe à sept des treize étapes du circuit coupe du monde avec Le Prestige St-Lois*de Hus. Ils réalisent leur meilleure performance à Bordeaux, avec une 7e places dans le Grand Prix. Avec 22 points, il termine 32e du classement général (meilleur Français), et ne parvient pas à se qualifier pour la finale de la coupe du monde à Las Vegas. Il participe avec Kraque Boom à la première étape du Global Champions Tour à Arezzo. Avec un triple sans-faute, il prend la 6e place, son meilleur classement sur ce circuit. En effet, les résultats sont plus mitigés dans les six autres étapes auxquelles ils participent. Il remporte la coupe des nations du CSIO-4* de Lummen avec Kraque Boom.
Kevin Staut participe à sept des huit étapes du circuit des Meydan FEI Nations Cup avec Le Prestige St-Lois*de Hus ou Kraque Boom. En juin, l'équipe de France remporte l'étape de Rotterdam, où Kevin Staut et Kraque Boom sortent de piste avec une faute, puis 1 point. Xavier Marie, propriétaire du Haras de Hus, achète la très prometteuse Silvana pour le n°1 français. Deux semaines plus tard, les Français s'imposent dans la coupe des nations d'Aix-la-Chapelle. Avec 48 points au classement général, les tricolores remportent la saison 2009 de la Meydan FEI Nations Cup.
Kevin Staut et Kraque Boom sont sélectionnés pour leur deuxième championnat d'Europe à Windsor, aux côtés d'Olivier Guillon, Timothée Anciaume et Roger-Yves Bost. La France est 3e après la chasse, mais elle recule à la 5e après la finale par équipe. Kevin se qualifie pour la finale individuelle. Il signe le seul double sans-faute de l'épreuve et monte sur la plus haute marche du podium. Dix ans après la Française Alexandra Ledermann et Rochet M, Kevin Staut et Kraque Boom sont sacrés champions d'Europe.

#### 2009 - 2010
La saison intérieure 2009-2010 commence comme chaque année avec l'ouverture du circuit coupe du monde. Le meilleur classement de Kevin Staut sur l'ensemble du circuit est une 3e dans le Grand Prix Coupe du monde de Vérone avec Silvana de Hus. Il se classe également 5e de l'étape de Stuttgart mi-novembre avec Kraque Boom. Il termine 4e de sa première finale Top Ten Rolex IJRC lors des Gucci Masters de Paris avec Silvana de Hus. En cette fin d'année 2009, Xavier Marie et le Haras de Hus investissent une nouvelle pour Kevin Staut en lui achetant Zeta Z.

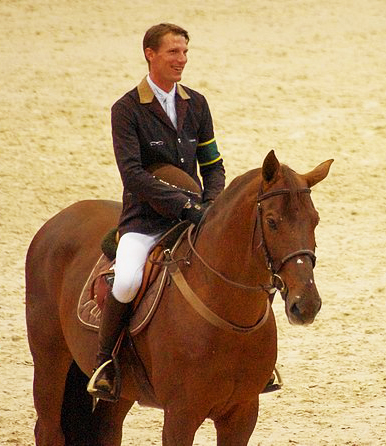
Kevin Staut et Gastronom Z*de Hus lors du CSIW-5* d'Equita Lyon (octobre 2010).

La dernière étape Coupe du monde se déroule à Bois-le-Duc fin mars. Kevin Staut remporte le Grand Prix Ricoh avec Silvana de Hus, mais une faute de Kraque Boom dans le Grand Prix Coupe du monde l'empêche de marquer de nouveaux points au classement général. Il figure à la 8e place de ce classement (meilleur Français), avec un total de 59 points et se qualifie ainsi pour sa première Finale Coupe du monde à Genève. En mars a lieu le CSI-5* du Grand Palais. Kevin Staut et Kraque Boom remportent le Saut Hermès, une épreuve en couple où ils sont associés à Pénélope Leprevost et Mylord Carthago*HN. Il se classe également 4e du Grand Prix Hermès avec Kraque Boom. La finale Coupe du monde de Genève mi-avril clôt cette saison intérieure ; Kevin Staut et Silvana de Hus terminent à la 7e place.
Le circuit coupe des nations 2010 commence en mai et Kevin participe aux huit étapes. L'équipe de France remporte les trois premières étapes de La Baule, Rome et Saint-Gall. Avec 53,5 points au classement général, les Tricolores remportent le circuit de la coupe des nations pour la deuxième année consécutive, avec une large avance sur les États-Unis. Lors du Global Champions Tour de Cannes en juin, Kevin Staut remporte le Prix Le Touessrok avec Major de Coquerie et termine 2e du Grand Prix avec Le Prestige St-Lois*de Hus. Kevin Staut a participé à huit des neuf étapes de ce circuit, et avec un total de 79 points au classement général, il termine 26e de cette édition 2010 (3e meilleur Français). À Aix-la-Chapelle, Staut s’adjuge le "Best of Champions", et se classe 5e du Grand Prix Rolex avec Kraque Boom. À Hickstead, il prend la 3e place du Grand Prix "King George V Gold Cup" avec Le Prestige St-Lois*de Hus. Ces bons résultats lui permettent d'atteindre la place de n°1 mondial de la FEI Rolex Ranking List de juillet, 18 ans après le dernier cavalier français, Eric Navet.
Les Jeux équestres mondiaux de Lexington closent cette saison 2009-2010. Kevin Staut participe à ses premiers championnats du monde avec Silvana de Hus. Lors de la chasse le premier jour, les quatre cavaliers français écopent d'une faute. Avec un refus, Kevin Staut termine 70e de cette première épreuve et ne peut plus prétendre à une médaille individuelle. Il signe un sans-faute le lendemain lors de la première manche de la finale par équipe, mais les scores des autres Français sont plus mitigés. Dans la seconde manche, Pénélope Leprevost et Patrice Delaveau font une faute et Olivier Guillon sort de piste avec un score vierge. En signant le seul double sans-faute français, Kevin Staut permet à la France de remporter la médaille d'argent. La France se qualifie ainsi pour les Jeux olympiques de Londres. Dans la finale individuelle à 25, Kevin et Silvana effectuent deux tours à quatre points et terminent 15e.

#### 2010 - 2011
La saison indoor 2010-2011 débute avec la première étape de la coupe du monde à Oslo en octobre. Kevin Staut est alors n°1 mondial depuis trois mois. Il se qualifie au barrage des quatre premiers grands prix. La finale Top Ten Rolex IJRC a lieu pendant le CHI-5* de Genève, Kevin termine 8e avec Silvana de Hus. Le dimanche, lors de l'étape de coupe du monde, il remporte avec Silvana son premier grand prix 5*. En 2011, le Haras de Hus investit une nouvelle fois pour Kevin Staut en lui achetant ZZ Top vh Schaarbroek Z, un hongre Zangersheide frère de Zeta de Hus. L'étape de Bois-le-Duc en mars clôt le circuit de la coupe du monde. Avec quatre points de Silvana de Hus dans le Grand Prix, Kevin Staut prend la 19e place et termine en tête du classement général avec 96 points.

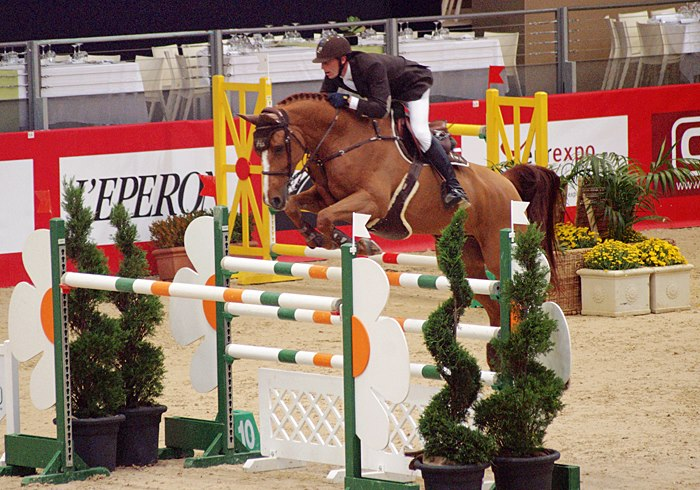
Kevin Staut et Banda de Hus, lors du CSIW-5* d'Equita Lyon (octobre 2011).

Lors de la finale de coupe du monde à Leipzig, Kevin Staut et Silvana prennent la 6e place de leur deuxième finale de Coupe du Monde. La première étape de la coupe des nations 2011 a lieu en mai. Kevin Staut participe à sept des huit étapes du circuit. Dans le Grand Prix de La Baule, il est pénalisé de 12 points avec Banda de Hus. Ce Grand Prix est remporté par Eric Lamaze, à qui Kevin laisse sa place de n°1 mondial en mai, après dix mois passés en tête.
Les résultats sont mitigés sur le Global Champions Tour. À Cannes, il remporte le Prix Groupe Martel RP Services avec Major de Coquerie. Mi-juillet, Kevin et Silvana s'offrent la 2e place du Grand Prix d'Aix-la-Chapelle. En septembre, Xavier Marie et le Haras de Hus achètent Nangaye de Kergane pour compléter l'important piquet de chevaux du numéro 1 français.
Mi-septembre Kevin Staut et Silvana de Hus participent à leur deuxième championnat : les championnats d'Europe de Madrid, où il remet son titre en jeu. La chasse se déroule très bien pour les Bleus, Kevin Staut se classe 5e et Olivier Guillon remporte l'épreuve. Les résultats sont plus mitigés dans la première manche de la finale par équipe mais le lendemain, les Français se ressaisissent et effectuent trois parcours sans-faute qui permettent aux Tricolores de remporter une nouvelle médaille d'argent, après celle des championnats du monde en 2010. Les quatre Français sont sélectionnés pour la finale individuelle en deux manches. Kevin Staut termine 14e (quatre points dans les deux tours) et laisse sa médaille d'or à Rolf-Göran Bengtsson.
La saison extérieure se termine par la dernière étape du Global Champions Tour à Abu Dhabi. Kevin Staut termine avec 143 points au classement général et finit 14e de cette édition 2011 (meilleur cavalier français).

#### 2011 - 2012
Kevin Staut a participé à toutes les étapes du circuit de la coupe du monde 2011-2012, qui débute par une quatrième place de Zeta de Hus à Lyon, à la fin du mois d'octobre. Staut participe à la finale du Top Ten Rolex IJRC lors du Gucci Masters de Paris avec Le Prestige St-Lois*de Hus, finale dont il finit dernier. Lors du Grand Prix du dimanche, Silvana de Hus signe un double sans-faute et s'octroie la 7e place. Silvana est ensuite vendue au Haras des Coudrettes pour continuer à évoluer sous la selle de son cavalier. Quelques jours plus tard, la jument se classe 2e du Grand Prix Coupe du Monde de Malines. Mi-janvier, Zeta continue sur sa lancée en signant un triple sans-faute lors du Grand Prix de Bâle, qui lui permet d'obtenir la 6e place. Mi-février, Kevin et Silvana signent une des leurs plus belles performances, en remportant le Grand Prix Coupe du Monde de Bordeaux, devant leur public. Après une 3e place à Göteborg, Kevin Staut termine à la première place du classement général, comme la saison précédente.
Cette saison indoor aura permis aux chevaux d'acquérir de l'expérience. Zeta de Hus devient très régulière, et Nangaye de Kergane et ZZ Top vh Schaarbroek Z, utilisés comme deuxièmes chevaux, ont acquis de l'expérience.

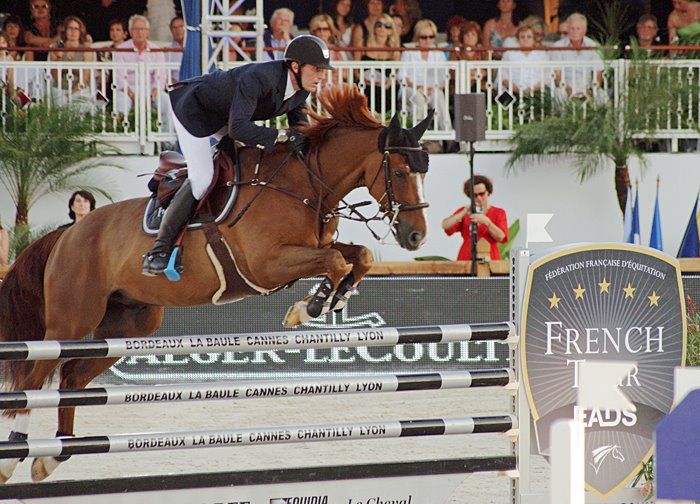
Kevin Staut et Rêveur de Hurtebise*HDC lors du Global Champions Tour de Cannes (juin 2012).

Fin-mars, Kevin Staut apprend que sa jument Zeta de Hus passe sous la selle de Michel Robert. Les doutes commencent à arriver au sujet de sa collaboration avec le Haras de Hus. À la suite de cela, le Haras des Coudrettes investit à nouveau en achetant Rêveur de Hurtebise pour épauler Silvana. Staut participe en avril à la finale de coupe du monde à Bois-le-Duc. Silvana*HDC réalise de beaux parcours, et se classe 5e au classement final. En mai, lors de la deuxième étape du Global Champions Tour à Valence, Kevin Staut et Rêveur de Hurtebise*HDC sont éliminés du Grand Prix, à la suite d'un refus dans la deuxième manche qui oblige le Français à mettre le pied à terre. Cependant, il remporte le prix Massimo Dutti avec Le Prestige St-Lois*de Hus. Il s’agissait de leur dernier concours ensemble : le Haras de Hus l'a confié à des cavaliers suisses dans le but de le commercialiser. Une semaine plus tard, lors du CSIO-5* de La Baule, la fin de la collaboration entre Kevin Staut est le Haras de Hus est officialisée.
Le circuit de la coupe des nations débute en mai. Kevin Staut est sélectionné dans la moitié des huit étapes et monte à trois reprises sur le podium à Rotterdam, Hickstead et Dublin. Le CSI-4* de Bourg-en-Bresse début juin marque le retour à la compétition de Kraque Boom, après une période de repos de neuf mois mais l'étalon de 14 ans se blesse légèrement lors de sa première épreuve. Le Haras des Coudrettes prouve une nouvelle fois le soutien qu'il apporte à Kevin Staut en lui achetant Cheyenne 111 Z*HDC, puis en lui permettant de conserver Estoy Aqui de Muze*HDC, jusqu'alors propriété des Écuries d'Écaussinnes. À Monaco, Kevin Staut remporte son premier Grand Prix Global Champions Tour avec Rêveur de Hurtebise*HDC. Cette victoire lui permet d'être n°2 mondial de la FEI Rolex Ranking List de juin. Il termine à la 13e place du classement général du GCT 2012 (meilleur Français du classement).
Le mois d'août est marqué par les Jeux olympiques de Londres. Les quatre cavaliers français participent à leurs premiers JO. La première épreuve se déroule bien, Kevin Staut et Silvana*HDC signent l'un des deux sans-fautes français. La première manche de la finale par équipes s'avère plus compliquée. Après un très bon parcours, la rêne droite de Simon Delestre casse sur l'avant-dernier obstacle, il sort de piste avec 6 points. Kevin, quant à lui, est pénalisé de 4 points. Avec un total de 14 points, l'équipe de France termine à la 12e place et n'est pas qualifiée pour la deuxième manche, qui reprend les huit meilleures nations. Staut fait une faute dans la deuxième manche de la finale par équipe et accède à la finale individuelle, où il commet quatre fautes en première manche et termine 34e. Mi-août, il participe à la dernière étape de la coupe des nations à Dublin avec Rêveur de Hurtebise*HDC. Avec 44 points au classement général, l'équipe de France prend la 2e place du circuit de la coupe des nations 2012, derrière l'Allemagne. Le dimanche, Rêveur de Hurtebise et Kevin Staut confirment leur entente en décrochant la 2e place du Grand Prix avec l'un des deux seuls double sans-faute de l'épreuve.

#### 2012 - 2013

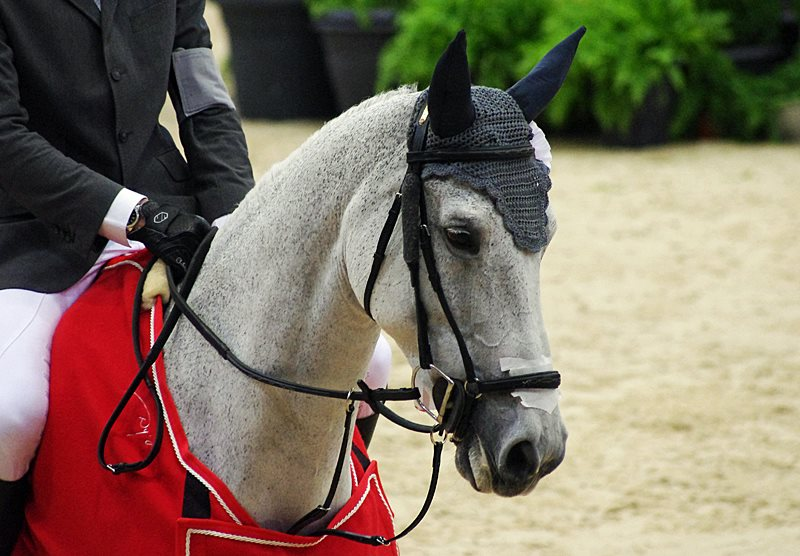
Silvana lors du Grand Prix Coupe du Monde d'Equita'Lyon.

La saison de coupe du monde débute en novembre. Kevin Staut souhaite privilégier Silvana*HDC sur ce circuit, puisque sa jument est plus à l'aise lors des concours intérieurs, et préparer Rêveur de Hurtebise*HDC pour les championnats d’Europe 2013. La coupe du monde commence très bien pour Kevin Staut puisqu'il est le seul cavalier à se classer successivement dans les cinq premiers grands prix avec Silvana*HDC puis Rêveur. À Equita'Lyon, il prend la 5e place des Equita'Masters avec Cheyenne, une prometteuse jument de 9 ans. Il remporte son troisième grand prix de coupe du monde avec Silvana lors de la cinquième étape du circuit à Stuttgart. Début décembre, lors des Gucci Masters, il se classe 6e du Longines Speed Chalenge avec Cheyenne et 8e du Grand Prix avec Rêveur. La finale du Top Ten IJRC Rolex 2012 a lieu à Genève. Kevin Staut y participe pour la quatrième fois et termine à la 3e place grâce à un double sans-faute de Silvana*HDC, qui faute à deux reprises dans le Grand Prix de coupe du monde du dimanche. Staut se qualifie pour la finale du circuit à Göteborg dès la 5e étape. Il réalise à Malines et Zurich ses premiers grands prix de coupe du monde avec Estoy Aqui, une jeune jument prometteuse. Après avoir participé aux douze étapes du circuit, Staut termine à la 2e place ex aequo du classement général. Il participe à Göteborg à sa quatrième finale de coupe du monde avec Silvana et termine à la troisième place, une faute sur l'ultime parcours le privant de la victoire.
Sur le circuit de la coupes des nations, Staut participe à cinq étapes grâce à ses trois juments de grands prix, Silvana, Estoy Aqui de Muze et Quismy des Vaux, toutes trois propriétés du Haras des Coudrettes. Après plusieurs sans-faute en coupes des nations et une troisième place dans le Grand Prix du CSIO-5* de Rome, Silvana est sélectionné pour les championnats d'Europe d'Herning. Lors de ses trois parcours, le couple ne parvient pas à réaliser de sans-faute, la France termine à la quatrième place et Staut n'atteint pas la finale individuelle. Après des Championnats en demi-teinte, la jument de 14 ans prend la troisième place du Grand Prix du Global Champions Tour de Lausanne en septembre 2013.
Staut participe aux trois premières étapes du circuit de coupe du monde avec Silvana, qui est pénalisé d'une faute lors des trois grands prix. Quismy des Vaux s'affirme en indoor, remportant le Prix Eiendomsspar à Oslo et prenant la deuxième place du Prix French Tour EADS à Equita'Lyon. Lors des Gucci Masters de Paris en décembre, il remporte deux épreuves avec Silvana : le Prix GDE puis le Grand Prix Gucci.

### Chevaux

#### Chevaux actuels
Ses différents propriétaires lui permettent de conserver un important piquet de chevaux :
- Viking d'la Rousserie
- Urhelia Lutterbach
- Caruso des Carmilles
- Calevo 2
- Tolède de Mescam*Harcour
- Visconti du Telman

#### Anciens chevaux

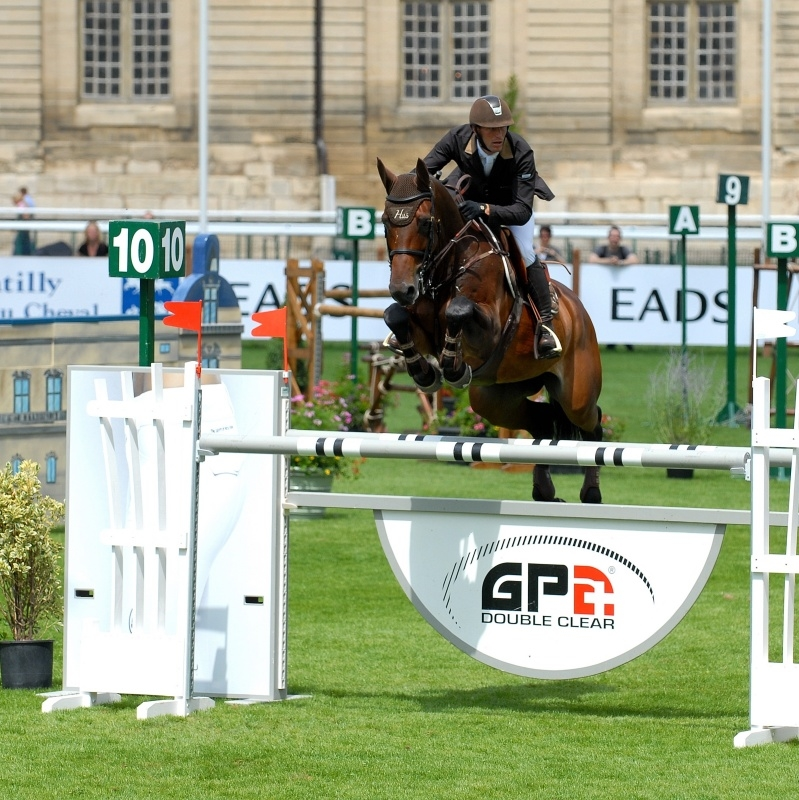
Kevin Staut et Zeta de Hus, lors du Global Champions Tour de Chantilly, en 2010.

- Zeta de Hus : Jument baie Zangersheide, née en 2000, fille de Zandor Z et Atlanta Z (Atlantus), propriété du Haras de Hus. Montée par Kevin Staut de fin 2009 à mars 2012, elle évoluait sous la selle de Michel Robert jusqu'à son décès le 16 avril 2013 sur un circuit du Sunshine Tour.
- Le Prestige St Lois*de Hus : Hongre bai Selle Français, né en 1999, fils de Quidam de Revel et Rolexane III (Grand Veneur), propriété du Haras de Hus. Il fut monté par Kevin Staut d'août 2008 à mai 2012.
- Nangaye de Kergane : Jument alezane Selle Français, née en 2001, fille de Grand Chef Bleus et Je Viens de Kergane (Type d'Elle*HN), propriété d’Édouard de Rothschild. Montée par Kevin Staut d'octobre 2011 à mai 2012, elle évolue actuellement sous la selle de la cavalière portugaise Luciana Diniz[103].
- ZZ Top vh Schaarbroek Z : Hongre bai Zangersheide, né en 2001, fils de Zandor Z et Laconia (Latus), propriété du Haras de Hus. Il fut monté par Kevin Staut de février 2011 à avril 2012.
- Banda de Hus : Jument alezane Oldenburger, née en 2002, fille d'Argentinus et Blankonette III (Lefevre), propriété du Haras de Hus. Montée par Kevin Staut de janvier 2009 à décembre 2011, elle est actuellement confiée au cavalier belge Grégory Wathelet.
- Major de Coquerie : Étalon bai Selle Français, né en 2000, fils d'Ahorn et de Diva de Dampierre (Jalisco B), propriété de Raphaël et Annick Dulin. Monté par Kevin Staut de décembre 2009 à novembre 2011, il évolue actuellement sous la selle d'Audrey Paris.
- Gastronom Z*de Hus : Étalon alezan Zangersheide, né en 1999, fils de Carthago et Lucinda Z (Leuthen I), propriété de Haras de Hus. Monté par Kevin Staut d'octobre 2007 à mars 2011, il évolue actuellement sous la selle de Franck Schillewaert.
- Pin Ball 4 : Hongre bai Westphalien, né en 1998, fils de Pinocchio et Diana (Debuetant), propriété du Haras de Hus. Il fut monté par Kevin Staut d'octobre 2007 à janvier 2010.
- Kraque Boom  : Etalon bai Selle français, né en 1998, fils d’Olisco et Baby Boom IV (Joyau d’Or A) et propriété d'André Marrot, grand-père de Kevin Staut. Il évolue sous sa selle depuis 2006 et lui a permis d'atteindre le plus haut niveau. Son meilleur résultat est son titre de champion d'Europe en 2009. Il se consacre essentiellement à la reproduction en 2013 mais continue tout de même de sortir en compétition.
- Silvana*HDC : Jument grise KWPN, née en 1999, fille de Corland et Donate (Widor), propriété du Haras des Coudrettes. Elle fut achetée par le Haras de Hus en 2009, l'ancien propriétaire de Kevin Staut. En obtenant d'excellents résultats en grands prix, elle est devenue l'une des toutes meilleures jument du monde, 3e meilleur cheval au monde en 2010, d'après le classement WBSFH. Après avoir obtenu deux médailles d'argent en équipe aux championnats du monde de 2010, et aux championnats d'Europe de 2011. Le Haras des Coudrettes décide d'en faire l'acquisition fin 2011. Elle est la jument de tête de Kevin.
- Rêveur de Hurtebise*HDC : Hongre alezan sBs, né en 2001, fils de Kashmir Van't Schuttershof et Laika du Radoux (Capricieux des Six Censes), propriété du Haras des Coudrettes. Il a évolué jusqu'au printemps 2012 avec Malin Baryard-Johnsson, avant d'être acheté par son propriétaire actuel. C'est un cheval d'expérience, qui possède de gros moyen et une réelle intelligence de la barre. Kevin Staut et lui doivent prendre leurs marques sur des grands prix, mais les débuts sont encourageants[104].
- Cheyenne 111 Z*HDC : Jument baie Zangersheide, née en 2003, fille de Chatman et Ivera (Calimero), propriété du Haras des Coudrettes. Achetée en juin 2012, cette jument a déjà gagné en épreuves à 1,50 m en CSI3*. Ses débuts avec Kevin Staut sont très prometteurs.
- Estoy Aqui de Muze*HDC : Jument alezane BWP, née en 2004, fille de Malito de Rêve et Boyante de Muze (Kashmir van Shuttershof), propriété du Haras des Coudrettes. Elle fut achetée aux Écuries d'Écaussinnes au printemps 2012. Elle évoluait déjà avec Kevin depuis quelques mois. Elle commence les grands prix 5*, où elle montre beaucoup de qualités. Elle est très prometteuse pour les saisons à venir.
- Quismy des Vaux  : Jument bai Selle français, née en 2004, fille de Dollar de la Pierre et Canaille des Vaux) (Super de Bourrière), propriété du Haras des Coudrettes.
- Taran de la Pomme  : Etalon gris sBs né en 2002 et confié à Kevin Staut par son propriétaire Geert Baertsoen pour être commercialisé.
- Oh d'Eole : Jument noir pangaré Selle français, née en 2002, fille de Eole des bruyères et Kannan. Sous la selle de Michel Robert, avant de passer sous celle de Kevin Staut depuis peu. Cela fait une jument de grand prix en plus pour Staut, afin de préparer les Jeux équestres mondiaux 2014.
- Lorenzo
- Edesa's Cannary
- Edesa's Kzoom van de Wittemoere
- Ayade de Septon*HDC
- Silver Deux de Virton*HDC
- Click 'n Chic
- Bahia de Mars

### Galerie de photos

Galerie de photos de Kevin Staut et ses chevaux en concours.
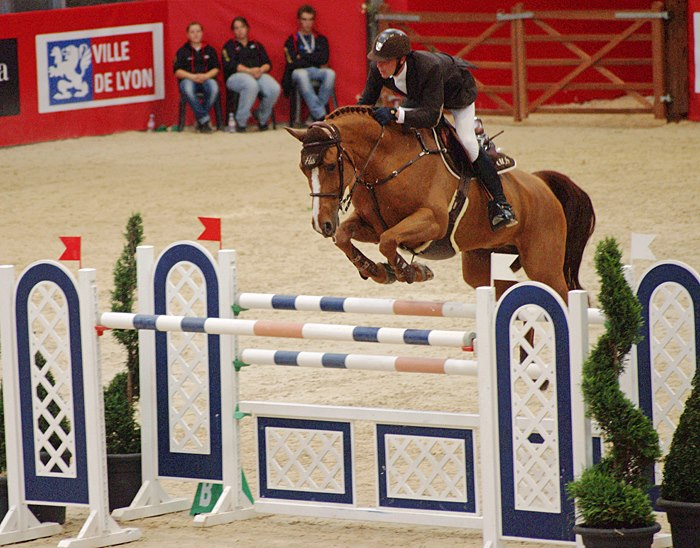
Kevin Staut et Banda de Hus, lors CSIW-5* d'Equita'Lyon (octobre 2011).
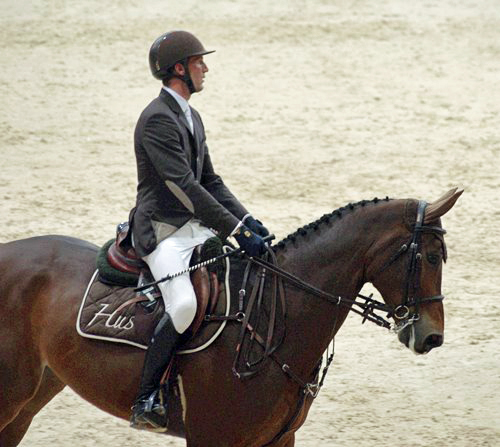
Kevin et Zeta de Hus lors du Grand Prix Coupe du monde de Lyon (octobre 2011).
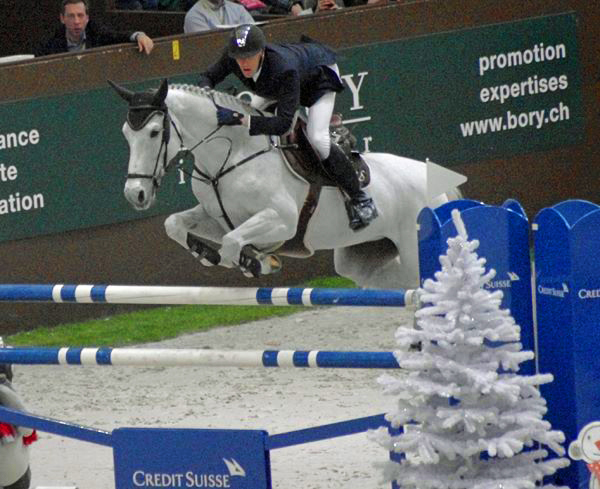
Kevin et Silvana de Hus lors du Grand Prix Coupe du Monde de Genève (décembre 2011).
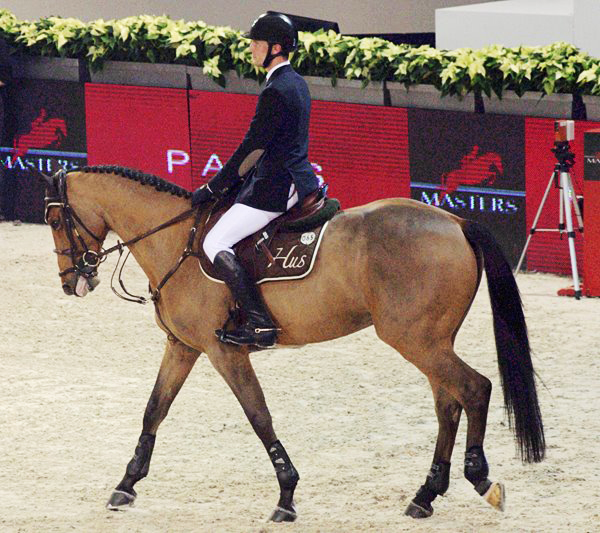
Kevin et Le Prestige St-Lois*de Hus lors la Finale Top Ten Rolex IJRC à Paris (décembre 2011).
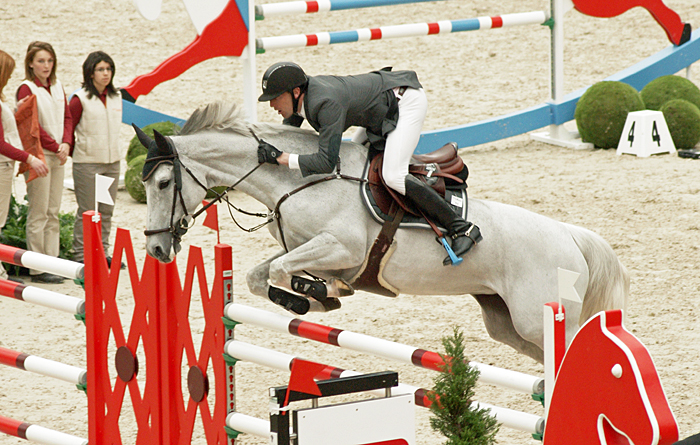
Kevin et Silvana*HDC lors du Saut Hermès à Paris (mars 2012).
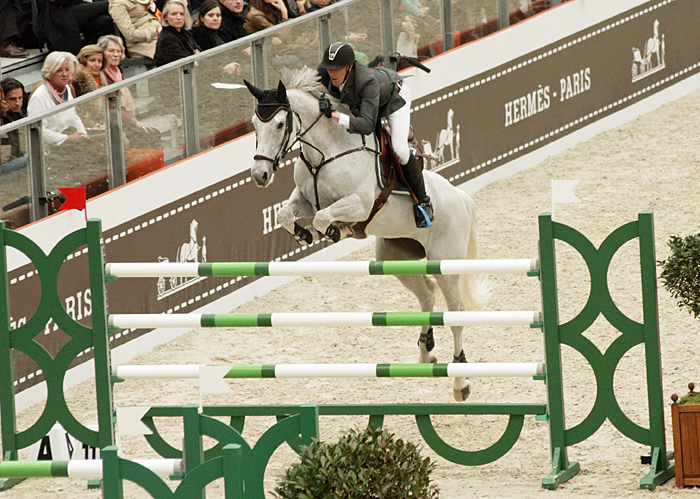
Kevin et Silvana*HDC lors du Saut Hermès à Paris (mars 2012).
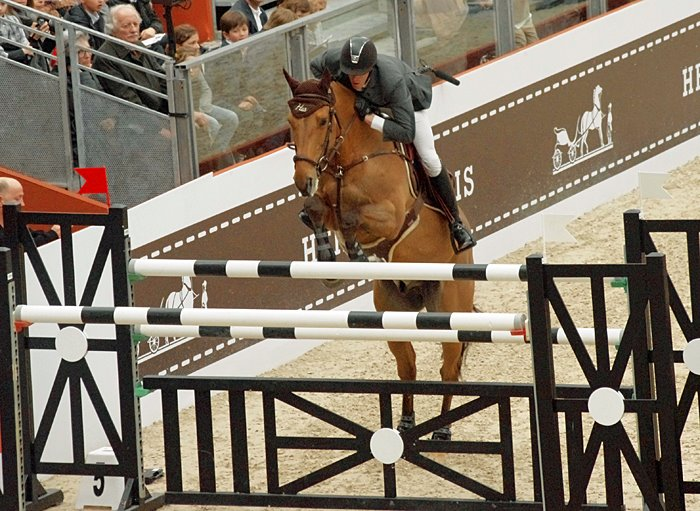
Kevin et Le Prestige St-Lois*de Hus lors du Saut Hermès à Paris (mars 2012).
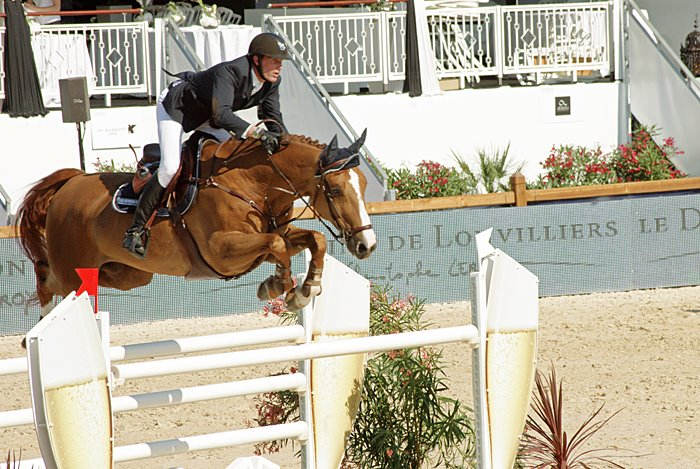
Kevin et Uchin van de Centaur, lors du Global Champions Tour de Cannes (juin 2012).
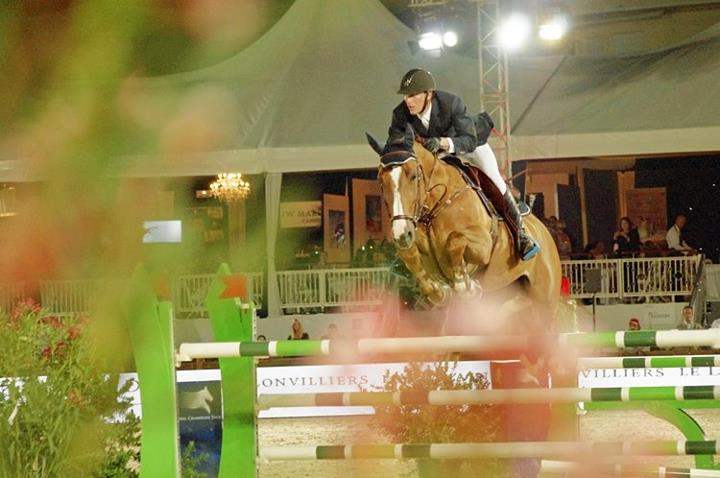
Kevin Staut et Uchin van de Centaur, lors du Global Champions Tour de Cannes (juin 2012).
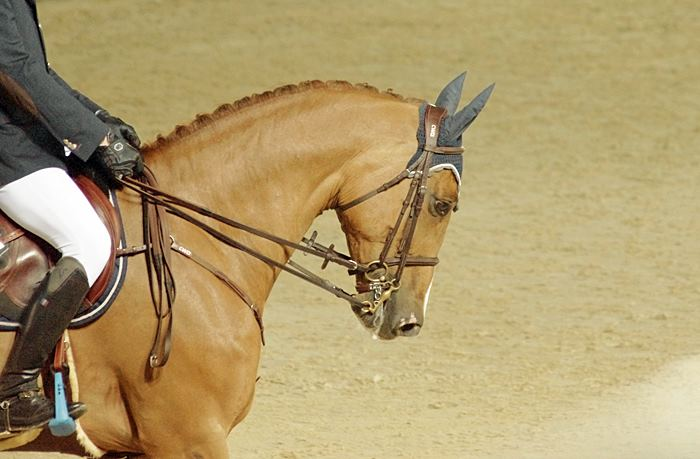
Uchin van de Centaur, lors du Global Champions Tour de Cannes (juin 2012).
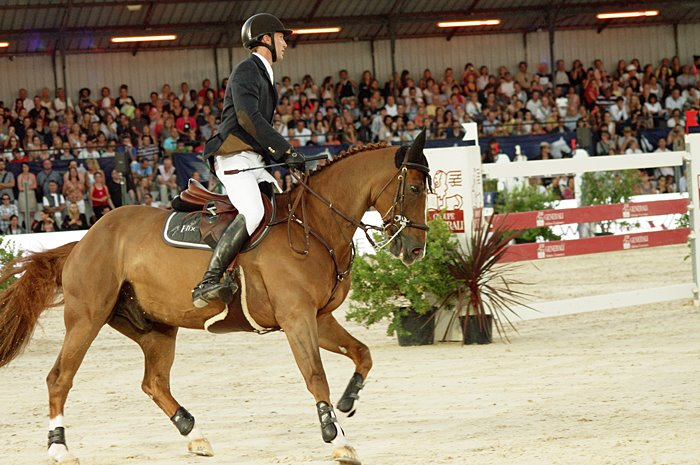
Kevin Staut et Rêveur de Hurtebise*HDC dans le Grand Prix du Global Champions Tour de Cannes (juin 2012).
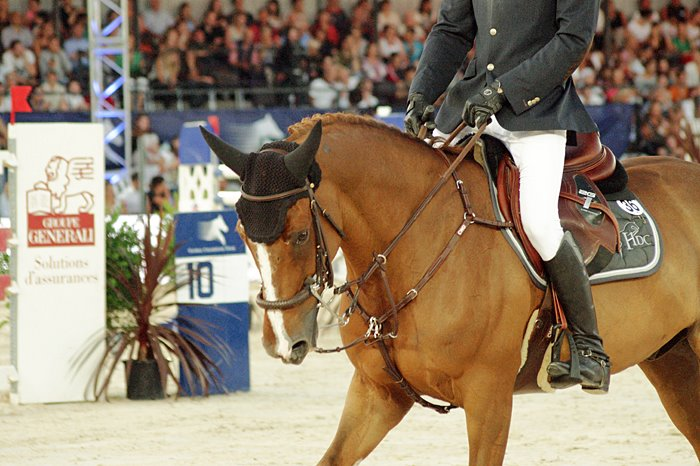
Rêveur de Hurtebise*HDC dans le Grand Prix du Global Champions Tour de Cannes (juin 2012).
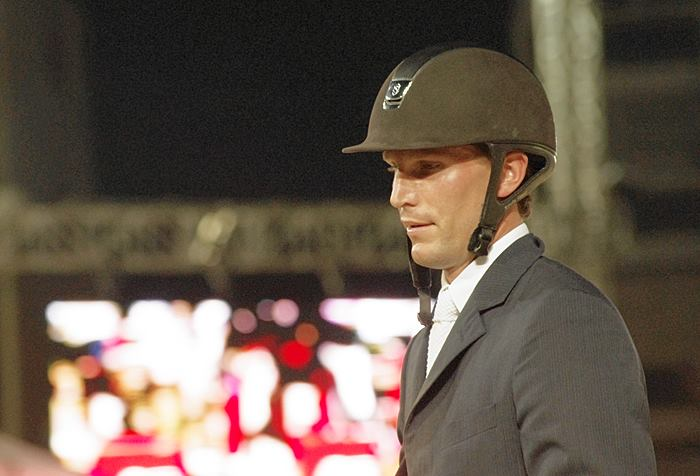
Kevin Staut lors du Global Champions Tour de Cannes (juin 2012).
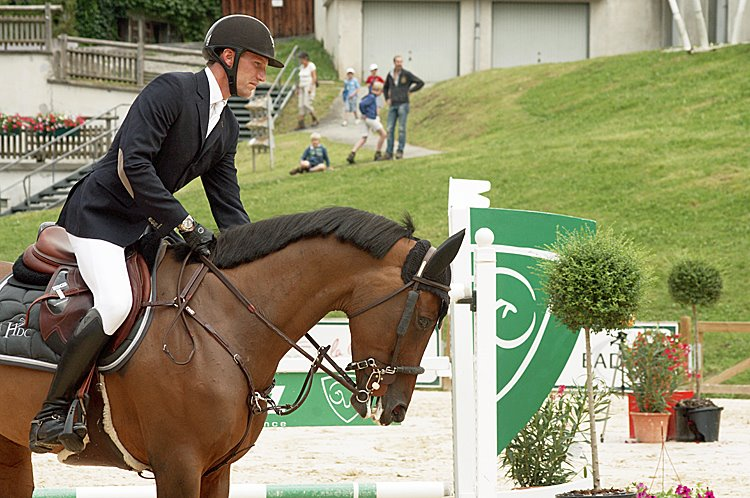
Kevin Staut et Cheyenne 111 Z*HDC lors du CSI-3* de La Clusaz (juillet 2012).
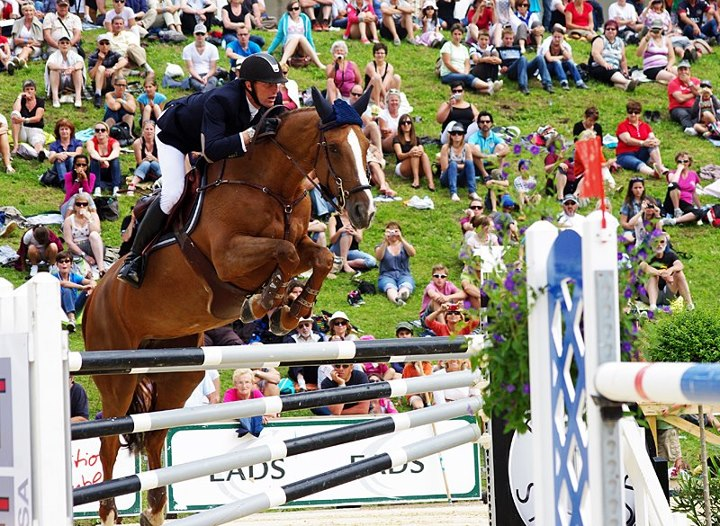
Kevin Staut et Estoy Aqui de Muze*HDC lors du Grand Prix du CSI-3* de La Clusaz (juillet 2012).
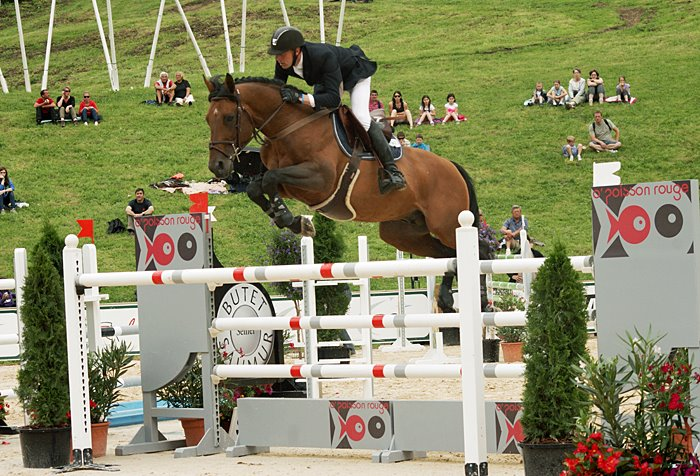
Kevin Staut et Kraque Boom lors du CSI-3* de La Clusaz (juillet 2012).

## Hors-piste

### Sponsors et fournisseurs
Partenaires officiels
- Rolex : horloger suisse célèbre pour ses montres de luxe. La marque aussi de nombreux concours et circuits internationaux et d'autres cavaliers comme Meredith Michaels-Beerbaum, Éric Lamaze ou Rodrigo Pessoa[106].
- VetLab - CWD

Fournisseurs officiels
- CWD : sellier français innovant alliant modernité et technicité[107]. « La 2G est la selle qui réunit la liberté de mouvement du cheval et le positionnement juste du cavalier. Le confort au service de l'efficacité. » (Kevin Staut)[108]
- Lambey : spécialiste de l'alimentation pour chevaux. « La préparation de mon cheval, c'est aussi l'alimentation. » (Kevin Staut)[109]
- Samshield : fabricant de casques d'équitation de haute technologie[110].
- Pro-Confort
- Freejump
- Litter Relaxing
- Cheval Liberté
- Ogilvy Equestrian

### La marque KS

Kevin Staut a créé sa propre marque de vêtements fin 2011. Elle se divise en deux parties : Le merchandising KS (casquettes, écharpes, polos, chaussures) et une gamme sur mesure traitée traitée avec Scabal pour le textile, et Stelliger pour les bottes. Elle est commercialisée par le Platinium Store, et présente lors des grands événements sportifs. « Nous avons recherché une certaine élégance qui se perdait un peu ces dernières années au détriment de l'avancée technique. Cette gamme est le fruit de cette réflexion tout en privilégiant dans le même temps le confort et la légèreté. » (Kevin Staut)
De plus, Kevin Staut a été sollicité par des marques prestigieuses (Gucci, et Gala) pour des shootings photos visant à promouvoir l'équitation et les sports équestres. C'est ainsi que l'on trouva plusieurs de ses photos aux Gucci Masters de Paris en décembre 2011.

### Fonctions
Kevin Staut est le premier cavalier de haut niveau à rejoindre le bureau de la FEI. Il a par ailleurs été nommé ambassadeur Rolex. « Rolex est un grand supporter de notre sport et c'est un honneur d’avoir été choisi pour représenter une marque aussi prestigieuse. En tant que cavalier, il est crucial de rechercher constamment l'excellence et la perfection, et la reconnaissance de Rolex sera une force pour moi afin de relever de nouveaux défis et d’aller toujours plus de l’avant » (Kevin Staut)

### Livres et préfaces
En 2010, Kevin Staut a écrit un chapitre de Les Secrets de L'abord parfait aux éditions Ridercom, de Karine Cante, livre donnant des techniques et conseils sur l'équitation de sauts d'obstacles.
En 2011, il sort son autobiographie. Premier ouvrage de la collection "Rois et Rènes", Kevin Staut, Le Cavalier d'acier, édité par Lavauzelle, relate l'histoire du champion, préfacé par Jean Rochefort et illustré par Jul.
Par ailleurs, Kevin Staut a écrit la préface de Confessions Cavalières, rédigé par Sabrine Delaveau, la femme de Patrice Delaveau. Ce livre, édité par les Éditions du Rocher en 2011, décrit les coulisses du monde du jumping. Il contient, par ailleurs, un chapitre sur Kevin Staut. En septembre 2012, le livre "Kevin Staut, l'élégance de la liberté" est publié aux Éditions Actes Sud. Marie-Noëlle Himbert y raconte une saison de concours avec le cavalier français.
Kevin Staut a aussi rédigé la préface des nouveaux Manuels des Galops, édités par Lavauzelle en 2012.
En 2018, Kevin Staut écrit "Ma méthode pour gagner" en collaboration avec Anne-Claire Letki, journaliste et cavalière, édité par  Lavauzelle.

### Vie privée
Il est passionné de sport, notamment le football, le tennis et les sports automobiles. Il soutient l'Olympique lyonnais et le Real Madrid. Féru de littérature, il profite des instants libres des journées de concours pour s'adonner à la lecture. Par ailleurs, étant très cinéphile il regarde beaucoup de DVD qui lui permettent de s'évader. Il est assez bon public, mais préfère surtout les films d'horreur.
Aimant l'horlogerie, il s'est acheté de nombreuses montres dans sa jeunesse. Il possède maintenant deux Rolex et une Jaeger-LeCoultre gagnées en compétition (à Genève en décembre 2010, Bordeaux en février 2012 et Monte-Carlo en juin 2012).
En 2023, sa compagne Marie Valdar Longem porte plainte contre lui pour violences conjugales. L'affaire est jugée en janvier 2024, son ex-épouse Marie Valdar Longem et lui-même s'accusant mutuellement de violences volontaires. Le 22 février 2024, le tribunal de Lisieux relaxe Kevin Staut et a condamne Marie Valdar Longem pour violences conjugales.

## Palmarès
Ses principaux résultats en compétition sont:
- 1995 : Champion de France Critérium Juniors au Touquet avec Vicomte d'Aloys
- 1999 : Vice-champion de France de 2e catégorie à Fontainebleau avec Bridji
- 2000 : Champion d’Europe Jeunes Cavaliers par équipe à Hartpury (Grande-Bretagne) avec Crocodile Man
- 2001 : 
  - 6e du Grand Prix du CSI-C de Saint-Amand-Montrond avec Lord Castro
  - 8e du Grand Prix du CSI-C de Vejer de la Frontera (Espagne) avec Cat Balou
- 2002 : 
  - 4e Grand Prix du CSI-C de Dijon-Bonvaux avec Buddelei Cat Balou
  - 5e du Grand Prix du CSI-C d’Auvers avec Depres
- 2003 : 
  - Vainqueur du Grand Prix du CSI-1* de Schruns Tschagguns (Autriche) avec Djakarta Vandrin
  - 2e du Grand Prix du CSI-2* de Pontedera (Italie) avec Djakarta Vandrin et 2e du Grand Prix du CSI-1* de Schruns Tschagguns (Autriche) avec Hunter
- 2004 : 
  - Vainqueur du Grand Prix du CSI-1* de Brive-la-Gaillarde avec Hiram Courcelle
  - 3e des Grands Prix des CSI-1* de Saint-Amand-Montrond et de Grenoble Jaris avec Hiram Courcelle
- 2005 : 
  - Vainqueur du Grand Prix du CSI-1* de Dijon-Bonvaux avec Ismène du Thot
  - 2e du Grand Prix du CSI-2* de Ravensburg avec Hiram Courcelle
- 2006 : 
  - 3e de la Coupe des Nations du CSIO-4* de Zagreb (Croatie) avec Kraque Boom
  - 3e du CSIO-4* de Poděbrady (Tchéquie) avec Kraque Boom
- 2007 : 
  - Vainqueur du Grand Prix du CSI-2* d’Arezzo (Italie) avec Kraque Boom
  - Vainqueur de la Coupe des Nations du CSIO-4* de Zagreb (Croatie) avec Jo de Labarde
  - 2e du Grand Prix du CSI2* de Klagenfurt (Autriche) avec Pin Ball 4, 2e du Grand Prix du CSI2* de Castres avec Kraque-Boom et 2e du Grand Prix du CSI2* de St-Tropez avec Jo de Labarde
- 2008 : 
  - Vainqueur de la Coupe des Nations du CSIO-4* de Zagreb (Croatie), et de Prague (République tchèque) avec Le Prestige St-Lois*de Hus
  - Vainqueur du Grand Prix du CSIO3* d'Ugar (Slovénie) avec Le Prestige St-Lois*de Hus
  - Vainqueur du Grand Prix du CSIO3* de Canteleu (France) avec Kraque-Boom
- 2009 : 
  - Médaille d'or en individuel aux Championnats d'Europe à Windsor (Grande-Bretagne) avec Kraque Boom 

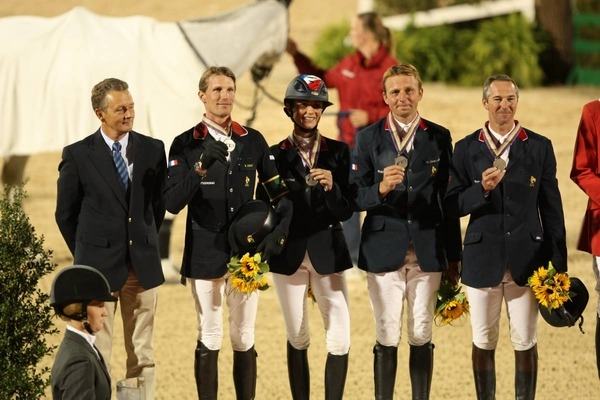
L'équipe de France, vice-championne du Monde aux JEM de Lexington, en 2010.

  - Vainqueur des Coupes des Nations de Lummen (Belgique) et Aix-la-Chapelle (Allemagne) avec Kraque-Boom
  - Vainqueur du Grand Prix du CSI3* de Donaueschingen (Allemagne) avec Silvana de Hus
- 2010 : L'équipe de France, vice-championne du Monde aux JEM de Lexington, en 2010.
  - Vainqueur des Coupes des nations de Saint-Gall (Suisse) et La Baule avec Kraque Boom, et de Rome (Italie) avec Silvana de Hus
  - Vainqueur avec Pénélope Leprevost (Mylord Cartahgo*HN) du Saut Hermès à Paris avec Kraque Boom
  - Vainqueur de la Coupe du Roi du CSI-5* de Madrid (Espagne) avec Gastronom de Hus
  - 2e du Grand Prix du CSIO5* de Gijón (Espagne) avec Silvana de Hus
  - Vainqueur du "Best of Champions" du CSIO5* d'Aix-la-Chapelle (Allemagne) avec Brazil M
  - Vainqueur du Grand Prix du CSIW5* de Bois-le-Duc (Pays-Bas) avec Silvana de Hus
  - Vice-Champion du Monde par équipes aux JEM de Lexington (États-Unis) associé à Silvana de Hus, avec Pénélope Leprevost, Olivier Guillon, et Patrice Delaveau
  - Vainqueur du Grand Prix Coupe du monde du CHI-5* de Genève (Suisse) Silvana de Hus 
  - Numéro 1 au classement mondial de la FEI Ranking List de juillet à décembre
- 2011 :
  - Numéro 1 au classement mondial de la FEI Ranking List de janvier à avril
  - 2e du Grand Prix du CSIO5* d'Aix-la-Chapelle (Allemagne) avec Silvana de Hus
  - 2e du Grand Prix Coupe du monde du CSI5*W de Vigo (Espagne) avec Silvana de Hus
  - 6e de la Finale de la Coupe du monde à Leipzig (Allemagne) avec Silvana de Hus
  - Vice-champion d'Europe par équipes aux Championnats d'Europe de Madrid (Espagne) associé à Silvana de Hus, avec Pénélope Leprevost, Olivier Guillon et Michel Robert
  - 2e du Grand Prix Coupe du monde du CSI-5* de Malines (Belgique) avec Silvana*HDC
- 2012 : 
  - 2e du Grand Prix Rolex du CSI5*W de Zurich (Suisse), avec Silvana*HDC
  - Vainqueur du Grand Prix Coupe du monde du CSI-5* de Bordeaux, avec Silvana*HDC 
  - 3e du Grand Prix Coupe du monde du CSI-5* de Göteborg (Suède), avec Le Prestige St Lois*de Hus
  - 5e de la Finale Coupe du monde de Bois-le-Duc (Pays-Bas), avec Silvana*HDC
  - Vainqueur du Prix Massimo Dutti lors du Global Champions Tour de Valence (Espagne), avec Le Prestige St Lois*de Hus
  - 3e de la Coupe des Nations du CSIO-5* de Rotterdam (Pays-Bas) avec Silvana*HDC
  -  Vainqueur du Global Champions Tour de Monte-Carlo (Monaco) avec Rêveur de Hurtebise*HDC 
  - 2e de la Coupe des Nations et 2e du Grand Prix du CSIO-5* de Dublin (Irlande) avec Rêveur de Hurtebise*HDC
  - Vainqueur de la Coupe des Nations du CSIO-5* de Gijón (Espagne) avec Rêveur de Hurtebise*HDC
  - Vainqueur du Grand Prix Coupe du monde du CSIW-5* de Stuttgart, avec Silvana*HDC 
  - 3e de la Finale Top Ten IJRC Rolex avec Silvana*HDC
- 2013 :
  - 4e du Grand Prix Land Rover lors du CSIW-5* de Bordeaux avec Silvana*HDC
  - 3e du Grand Prix lors du CSI-5* des Hong Kong Masters avec Estoy Aqui de Muze*HDC
  - 3e de la Finale Coupe du monde de Göteborg avec Silvana*HDC
  - 3e de la Coupe des Nations de La Baule avec Estoy Aqui de Muze*HDC
  - 3e des Coupes des Nations de Rome et Rotterdam avec Silvana*HDC
  - 3e du Grand Prix du CSIO-5* de Rotterdam avec Silvana*HDC
  - Vainqueur du Trophée HN Hosteles avec Silvana*HDC lors du CSI-4* de La Corogne
  - 3e du Grand Prix du Global Champions Tour de Lausanne avec Silvana*HDC
  - Vainqueur du Prix GDE avec Silvana*HDC lors des Gucci Masters de Paris
  - Vainqueur du Grand Prix du CSI-5* des Gucci Masters avec Silvana*HDC
- 2014 :
  - Vainqueur du Longines Speed Challenge ors du CSI-5* des Hong Kong Masters, avec Quismy des Vaux*HDC 
  - Vainqueur du Grand Prix du CSI-5* de Bois-le-Duc (Pays-Bas), avec Silvana*HDC
- 2015 
  - 6e du CSI 5 étoiles W - Epreuve Grand Prix (1,60 m) à Leipzig avec REVEUR DE HURTEBISE*HDC
- 2016
  - Champion Olympique par équipes aux JO de Rio (Brésil) associé à Rêveur de Hurtebise*HDC , avec Pénélope Leprevost, Roger-Yves Bost, et Philipe Rozier
- 2018
  - 2e du CSI 5 étoiles W - Epreuve Grand Prix à MECHELEN (BEL) avec Edesa's Cannary
  - 2e du CSI 5 étoiles W - Epreuve Grand Prix à Oslo avec Silver Deux de Virton*HDC
  - 4e du CSI 5 étoiles - Epreuve Grand Prix à New York avec Vendome D'anchat*HDC
- 2019
  - 1er du CSI 5 étoiles W - Epreuve Grand Prix à Lyon avec Urhelia Lutterbach
  - 3e du CSI 5 étoiles - Epreuve Grand Prix à Valkenswaard (Ned) avec For Joy Vant Zorgvliet*HDC
  - 4e du CSI 5 étoiles - Epreuve Grand Prix à Chantilly avec Urhelia Lutterbach
  - 3e du CSI 5 étoiles - Epreuve Grand Prix à Paris Eiffel avec Calevo 2
  - 4e du CSI 5 étoiles - Epreuve Grand Prix à Amsterdam avec For Joy Vant Zorgvliet*HDC

## Évolution dans laFEI Rolex Ranking List

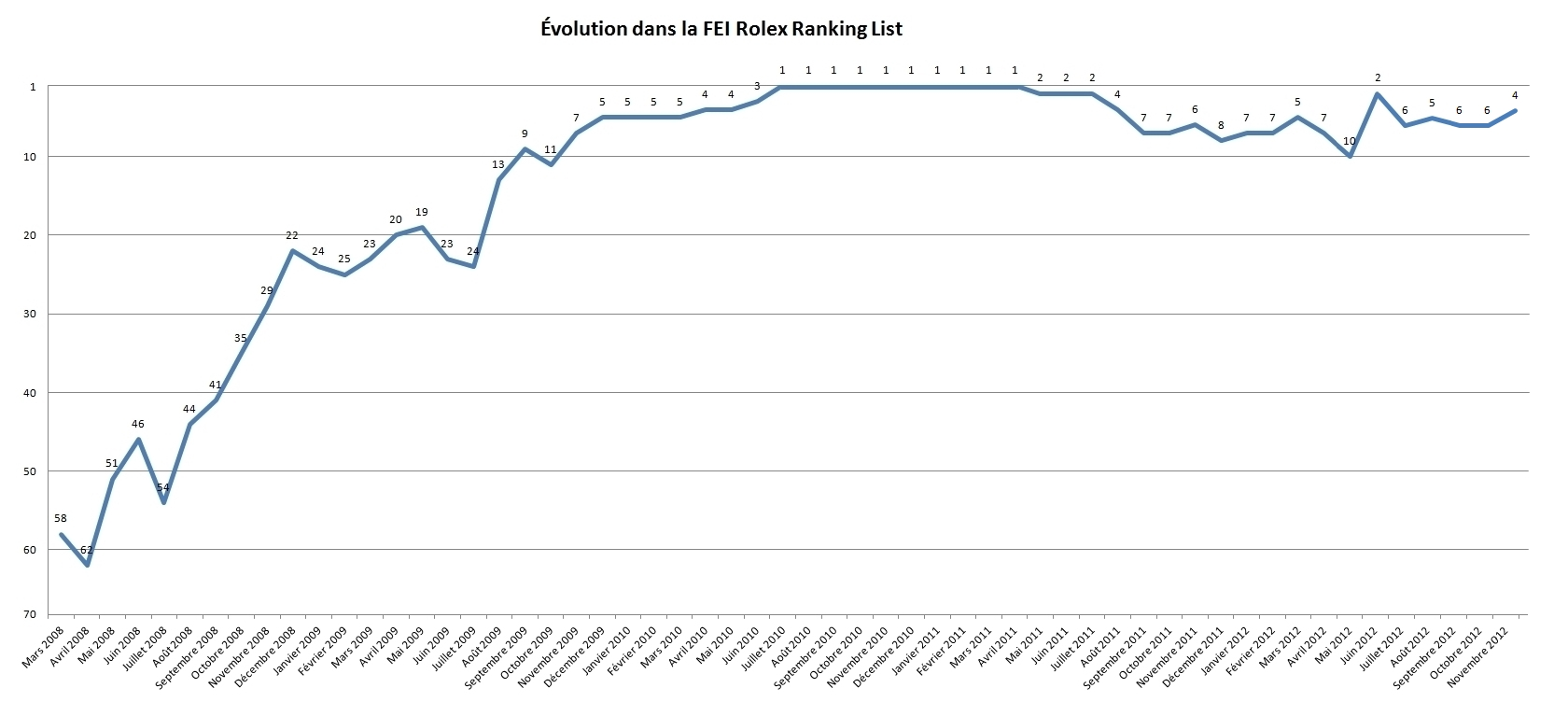
Évolution du classement de Kevin Staut dans la FEI Rolex Ranking List entre janvier 2008 et novembre 2012.

Source : site officiel de la FEI

## Distinctions
- Chevalier de la Légion d'honneur le 1er décembre 2016[132]